# Fiumare

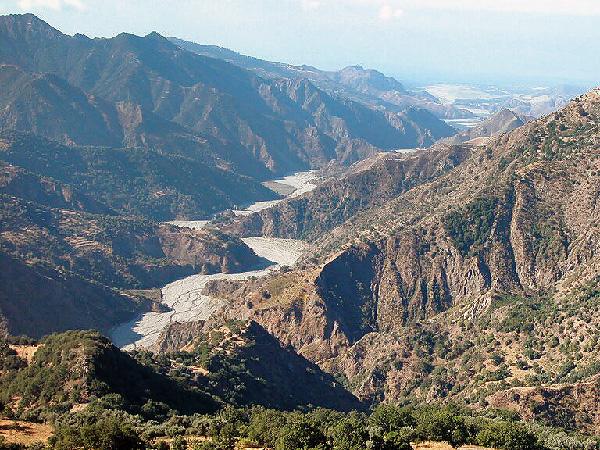
Przykład rzeki typu fiumara – Amendolea we Włoszech

Fiumare, l.poj. fiumara (z wł. fiume – rzeka) – rzeki okresowe, występujące w basenie Morza Śródziemnego, zwłaszcza we Włoszech (zwłaszcza w Kalabrii). W porze suchej ich koryta są niemal lub zupełnie suche, niosąc wodę tylko w porze deszczowej lub po obfitych opadach.